# La Mouche (Manche)
Pour les articles homonymes, voir La Mouche et Mouche (homonymie).
La Mouche est une commune française, située dans le département de la Manche en région Normandie, peuplée de 246 habitants.

## Géographie
| La Lucerne-d'Outremer | Le Tanu   | Le Tanu          |
| La Lucerne-d'Outremer | La Mouche | Le Tanu, Le Luot |
| Les Chambres          | Subligny  | Le Luot          |

### Hydrographie
La commune est située dans le bassin Seine-Normandie. Elle est drainée par le Thar, la Braize, le cours d'eau 01 des Barils, le cours d'eau 02 des Rouitaines, le fossé 01 de Bliard et le fossé 01 de l'Anglaicherie,,.
Le Thar, d'une longueur de 25 km, prend sa source dans la commune  et se jette  dans le golfe de Saint-Malo à Saint-Pair-sur-Mer, après avoir traversé onze communes. 

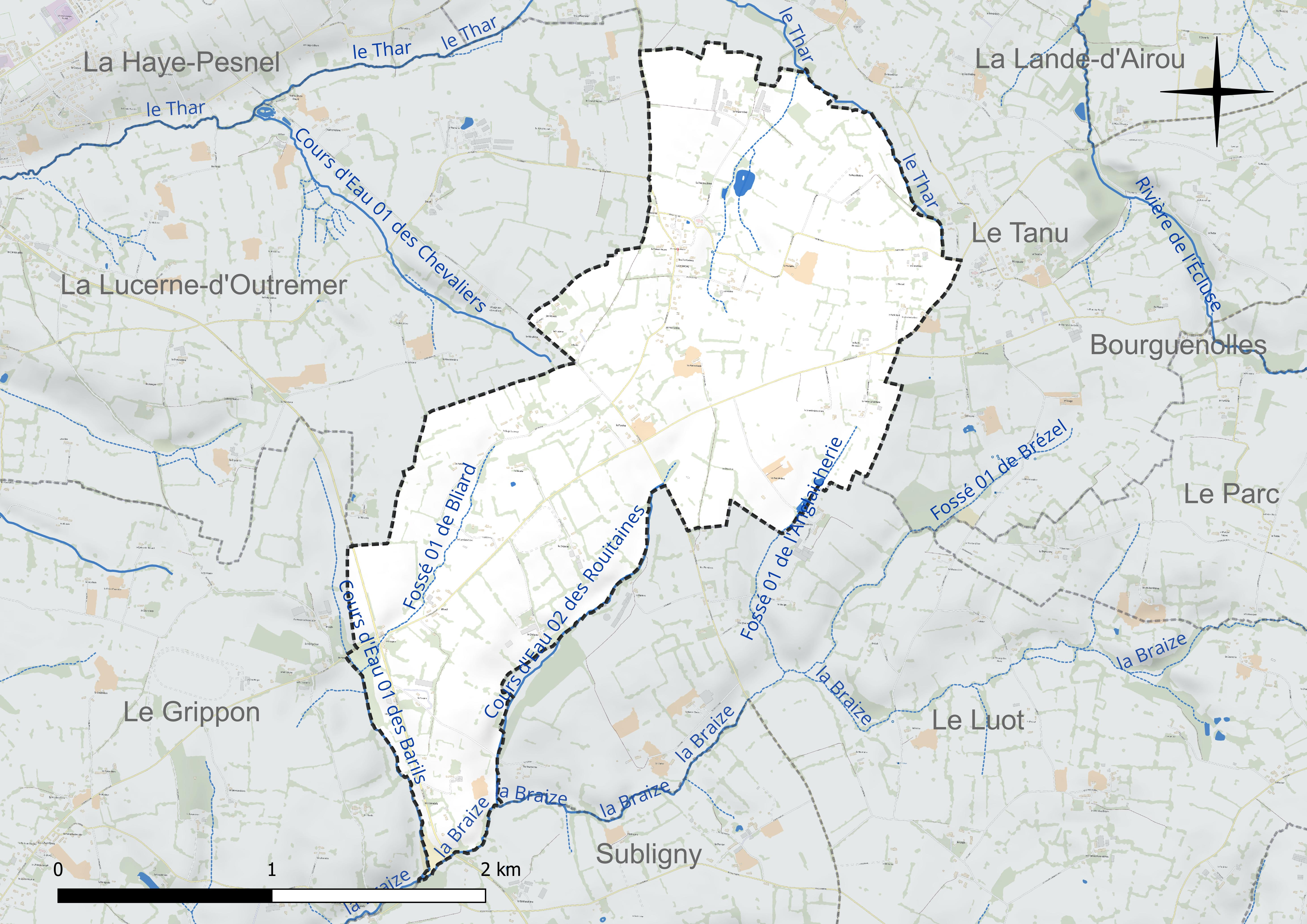
Réseau hydrographique de la Mouche.

La Braize, d'une longueur de 16 km, prend sa source dans la commune du Parc et se jette  dans la Sée à Marcey-les-Grèves, après avoir traversé huit communes. 

### Climat
Pour des articles plus généraux, voir Climat de la Normandie et Climat de la Manche.
En 2010, le climat de la commune est de type climat océanique franc, selon une étude du CNRS s'appuyant sur une série de données couvrant la période 1971-2000. En 2020, Météo-France publie une typologie des climats de la France métropolitaine dans laquelle la commune est exposée à un climat océanique et est dans une zone de transition entre les régions climatiques « Normandie (Cotentin, Orne) » et « Bretagne orientale et méridionale, Pays nantais, Vendée ». Parallèlement le GIEC normand, un groupe régional d’experts sur le climat, différencie quant à lui, dans une étude de 2020, trois grands types de climats pour la région Normandie, nuancés à une échelle plus fine par les facteurs géographiques locaux. La commune est, selon ce zonage, exposée à un « climat maritime », correspondant au Cotentin et à l'ouest du département de la Manche, frais, humide et pluvieux, où les contrastes pluviométrique et thermique sont parfois très prononcés en quelques kilomètres quand le relief est marqué.
Pour la période 1971-2000, la température annuelle moyenne est de 10,7 °C, avec une amplitude thermique annuelle de 12,2 °C. Le cumul annuel moyen de précipitations est de 995 mm, avec 14,1 jours de précipitations en janvier et 9 jours en juillet. Pour la période 1991-2020, la température moyenne annuelle observée sur la station météorologique la plus proche, située sur la commune de Longueville à 16 km à vol d'oiseau, est de 11,9 °C et le cumul annuel moyen de précipitations est de 802,4 mm,. Pour l'avenir, les paramètres climatiques de la commune estimés pour 2050 selon différents scénarios d’émission de gaz à effet de serre sont consultables sur un site dédié publié par Météo-France en novembre 2022.

## Urbanisme

### Typologie
Au 1er janvier 2024, La Mouche est catégorisée commune rurale à habitat très dispersé, selon la nouvelle grille communale de densité à sept niveaux définie par l'Insee en 2022.
Elle est située hors unité urbaine et hors attraction des villes,.

### Occupation des sols
L'occupation des sols de la commune, telle qu'elle ressort de la base de données européenne d’occupation biophysique des sols Corine Land Cover (CLC), est marquée par l'importance des territoires agricoles (100 % en 2018), une proportion identique à celle de 1990 (100 %). La répartition détaillée en 2018 est la suivante : prairies (50,8 %), zones agricoles hétérogènes (38 %), terres arables (11,2 %). L'évolution de l’occupation des sols de la commune et de ses infrastructures peut être observée sur les différentes représentations cartographiques du territoire : la carte de Cassini (XVIIIe siècle), la carte d'état-major (1820-1866) et les cartes ou photos aériennes de l'IGN pour la période actuelle (1950 à aujourd'hui).

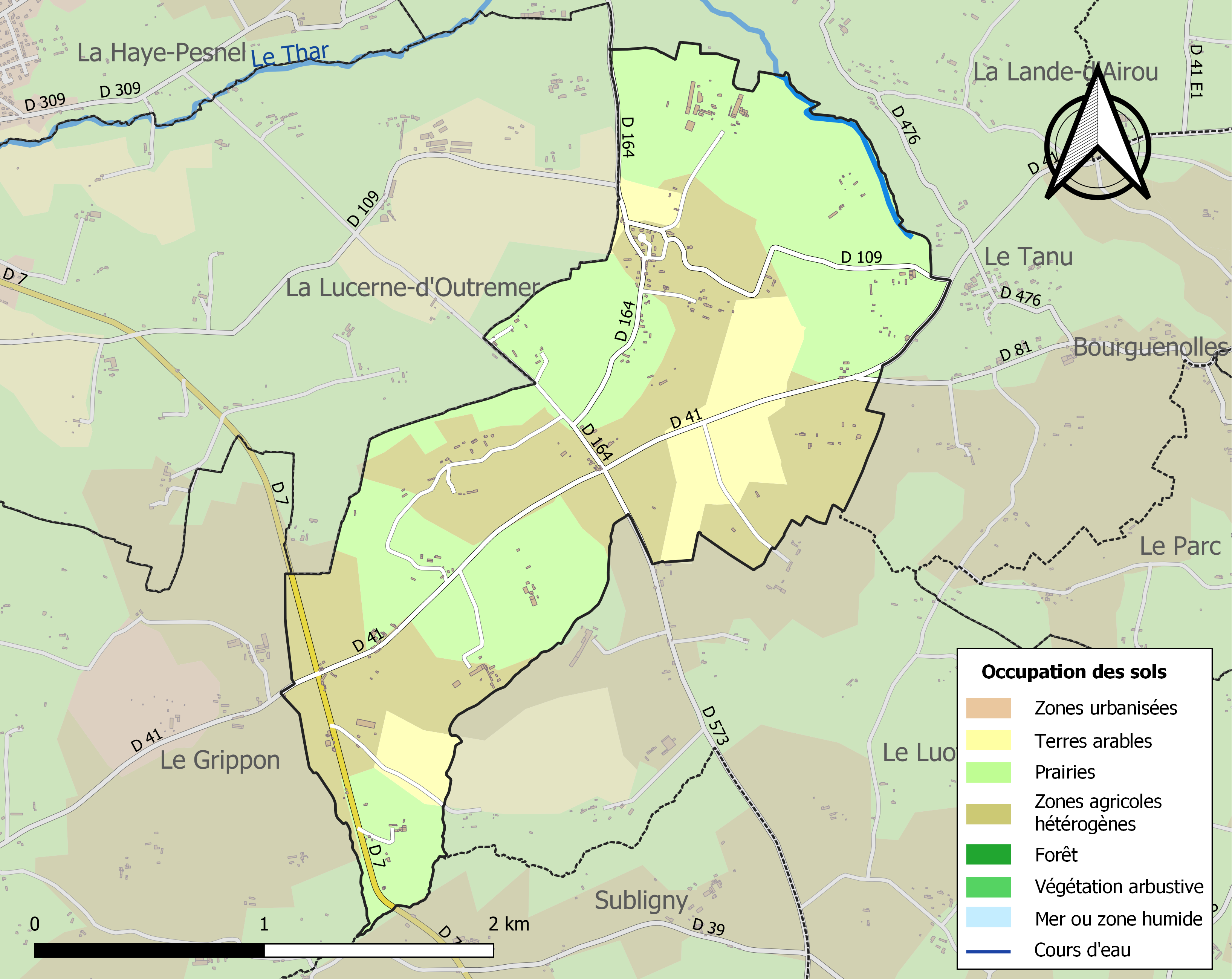
Carte des infrastructures et de l'occupation des sols de la commune en 2018 (CLC).

## Toponymie
Le nom de la localité est attesté sous les formes Musca en 1129, La Mousche en 1360.
Déformation, sous l'influence du mot mouche, de l'ancien français musse « cachette », (du verbe musser, mucher), ici : « lieu retiré » ou du latin musca, l'abeille dans le Cotentin se dit « mouche à miel ».
Le gentilé est Moucheron.

## Histoire
En 1066, le premier seigneur connu, Radulphus de La Mouche, appose sa signature, avec Geoffroy de Cavigny (Ponts), sur la charte de la dîme du Luot.

## Héraldique
| Blason de La Mouche (Manche) | Blason  | D'azur aux trois mains dextre appaumées d'argent, au chef cousu de gueules chargé de deux crosses d'or passées en sautoir. |
| Blason de La Mouche (Manche) | Détails | |

## Politique et administration
| Période                                  | Période   | Identité            | Étiquette | Qualité                  |
| ---------------------------------------- | --------- | ------------------- | --------- | ------------------------ |
| juin 1995                                | mars 2008 | Michel Vivier       | SE        | Exploitant agricole      |
| mars 2008                                | En cours  | Marie-Claude Corbin | SE        | Agricultrice (retraitée) |
| Les données manquantes sont à compléter. |           |                     |           |                          |

## Démographie
L'évolution du nombre d'habitants est connue à travers les recensements de la population effectués dans la commune depuis 1793. Pour les communes de moins de 10 000 habitants, une enquête de recensement portant sur toute la population est réalisée tous les cinq ans, les populations de référence des années intermédiaires étant quant à elles estimées par interpolation ou extrapolation. Pour la commune, le premier recensement exhaustif entrant dans le cadre du nouveau dispositif a été réalisé en 2008.
En 2022, la commune comptait 246 habitants, en évolution de +0,41 % par rapport à 2016 (Manche : −0,31 %, France hors Mayotte : +2,11 %).
| 1793 | 1800 | 1806 | 1821 | 1831 | 1836 | 1841 | 1846 | 1851 |
| ---- | ---- | ---- | ---- | ---- | ---- | ---- | ---- | ---- |
| 348  | 193  | 342  | 345  | 367  | 396  | 406  | 360  | 376  |

| 1856 | 1861 | 1866 | 1872 | 1876 | 1881 | 1886 | 1891 | 1896 |
| ---- | ---- | ---- | ---- | ---- | ---- | ---- | ---- | ---- |
| 343  | 330  | 318  | 301  | 303  | 289  | 278  | 255  | 264  |

| 1901 | 1906 | 1911 | 1921 | 1926 | 1931 | 1936 | 1946 | 1954 |
| ---- | ---- | ---- | ---- | ---- | ---- | ---- | ---- | ---- |
| 254  | 272  | 264  | 245  | 227  | 231  | 235  | 212  | 232  |

| 1962 | 1968 | 1975 | 1982 | 1990 | 1999 | 2006 | 2008 | 2013 |
| ---- | ---- | ---- | ---- | ---- | ---- | ---- | ---- | ---- |
| 205  | 201  | 192  | 153  | 135  | 148  | 176  | 184  | 228  |

| 2018 | 2022 | - | - | - | - | - | - | - |
| ---- | ---- | - | - | - | - | - | - | - |
| 241  | 246  | - | - | - | - | - | - | - |

## Lieux et monuments

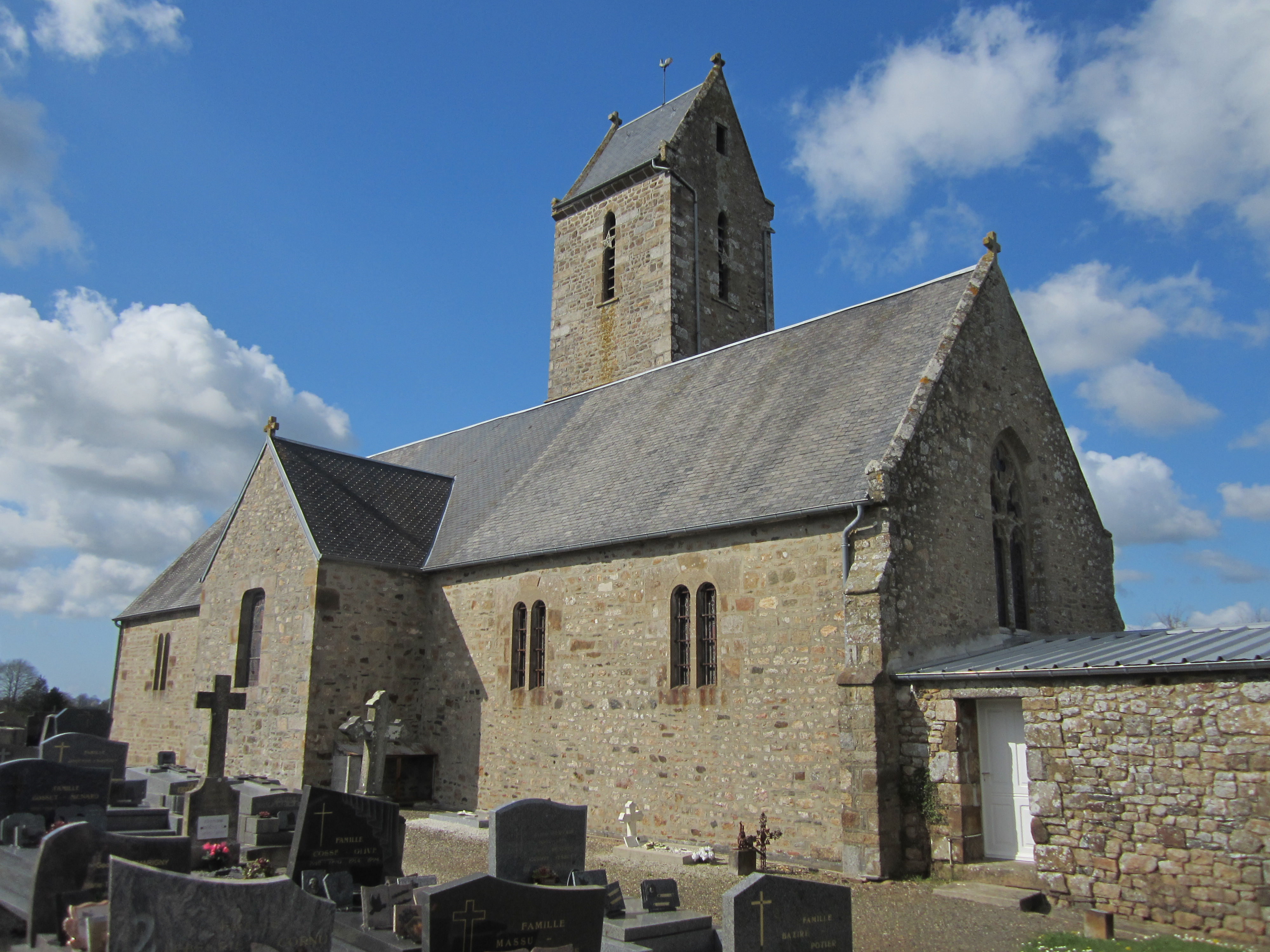
Église Saint-Martin.

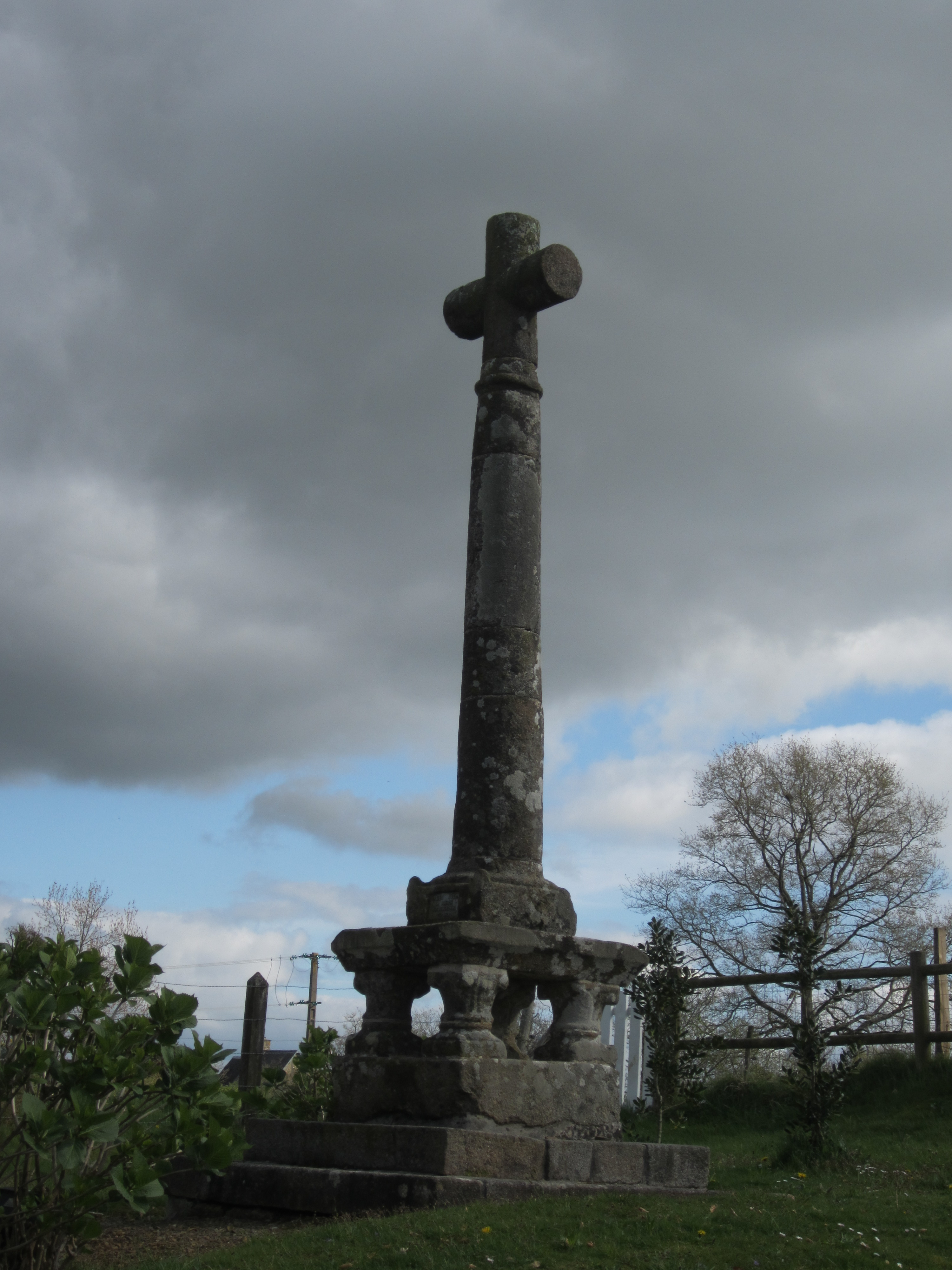
Calvaire.

- Église Saint-Martin des XVIIe – XVIIIe siècles. Elle abrite un maître-autel (XVIIIe), un bénitier (XIIIe), des fonts baptismaux (XVIIIe), un groupe sculpté Notre-Dame de Montligeon (XXe), un reliquaire (XVIIIe), une Vierge à l'Enfant (XVIIIe) et une verrière (XXe) de Mazuet.

L'église dépend de la paroisse Saint-Pierre-et-Saint-Paul du doyenné du Pays de Granville-Villedieu.
- Croix de chemin dite la Belle Croix. Réalisée en 1869 à la demande du curé de la Mouche, l'abbé Humel, en réutilisant des dalles funéraires qui portent les dates notamment 16… et 1759[34].
- Croix de cimetière (XVIIe siècle), croix du carrefour des D 81 et D 41, croix de carrefour D 41-D 573 et calvaire des trois croix (XXe siècle).

Pour mémoire
- Château des seigneurs de la Mouche. Édouard Le Héricher, historien de l'Avranchin du XIXe siècle le situait au bord du Thar. La famille semble s'être éteinte au XVe siècle[26].

## Personnalités liées à la commune
- Famille de La Mouche qui a fourni de nombreux prélats : Richard de La Mouche, abbé du Mont-Saint-Michel de 1150 à 1153, Jean de La Mouche, dernier évêque de Dol de 1194 à 1199, Godefroy de La Mouche, doyen de Séez, évêque d'Angers de 1162-1177. Egidius (Gille) de La Mouche vers 1280 était abbé de La Lucerne. Un autre Jean de La Mouche fut de 1316 à 1327, date de sa mort, évêque d'Avranches[26].